# Мавлютово (Мішкинський район)
Мавлю́тово (рос. Мавлютово, башк. Мәүлит) — присілок у складі Мішкинського району Башкортостану, Росія. Входить до складу Мавлютовської сільської ради.
Населення — 23 особи (2010; 16 у 2002).
Національний склад:
- татари — 94 %